# Alien Ant Farm
Gli Alien Ant Farm sono un gruppo alternative metal/post-grunge statunitense, formatosi nel 1996 a Riverside (California).

## Storia del gruppo

### Gli inizi
Il gruppo sorse per iniziativa di Dryden Mitchell (voce) e di Terry Corso (chitarra).
Il loro primo album, Greatest Hits, fu pubblicato per l'etichetta indipendente Click Records nel 1999. Vinse il titolo di "Miglior Album Indipendente" ai Los Angeles Music Awards.

### Primi successi
Nel 2000, patrocinati dai Papa Roach (che avevano affiancato in precedenza in un loro concerto), firmarono sia per la loro New Noize che per la Dreamworks. Per entrambe le etichette pubblicarono nel 2001 ANThology, i cui singoli di lancio furono Movies, Attitude e la reinterpretazione di Smooth Criminal di Michael Jackson. Nello stesso anno iniziarono i loro tour sia negli Stati Uniti che all'estero.
Nel mese di maggio 2002, durante un incidente in autobus in Spagna, Mitchell ha subito una grave frattura della colonna vertebrale. Ciò non ha comunque impedito, a lui e al resto della band, di incidere e pubblicare nel 2003 truANT, prodotto da Robert e Dean DeLeo degli Stone Temple Pilots. Da truANT sono stati estratti tre singoli, These Days, Glow e Drifting Apart.
Nel 2004 Corso ha lasciato gli Alien Ant Farm ed è diventato chitarrista dei Powerman 5000. Nel 2005 è stato sostituito da Joe Hill, ma tre anni dopo è tornato nel gruppo originale.
Il titolo del loro terzo album ufficiale, uscito per la Universal nel 2006, è Up In The Attic; i suoi singoli in archivio sono Forgive And Forget, Around The Block e She's Only Evil.
Attualmente è in lavorazione anche un DVD live intitolato BUSted: The Definitive DVD.
Nel 2015 hanno pubblicato il quinto album in studio, intitolato Always and Forever.
In aprile del 2024 hanno pubblicato il sesto album in studio ~mANTras~.

## Formazione

### Formazione attuale
- Dryden Mitchell - voce
- Terry Corso - chitarra
- Tye Zamora - basso
- Mike Cosgrove - batteria

### Ex componenti
- Joe Hill - chitarra (2005-2008)
- Alex Barreto - basso (2004-2008)

## Discografia

### Album in studio
- 1999 - Greatest Hits
- 2001 - ANThology
- 2003 - truANT
- 2006 - Up in the Attic
- 2015 - Always and Forever
- 2024 - ~mANTras~

### Raccolte
- 2008 - 20th Century Masters: The Millennium Collection: The Best of Alien Ant Farm

### Album dal vivo
- 2009 - Alien Ant Farm: Live In Germany

### EP
- 1996 - Singles: $100 EP
- 1998 - Love Songs
- 2014 - Phone Home EP

### Singoli
- 2001 - Smooth Criminal
- 2002 - Movies
- 2003 - These Days
- 2006 - Forgive and Forget
- 2007 - Around the Block
- 2014 - Homage
- 2024 - So Cold
- 2024 - Fade